# Aston Villa FC in het seizoen 1995/96
Dit artikel beschrijft de prestaties van voetbalclub Aston Villa FC in het seizoen 1995/1996. Dit seizoen won de club de League Cup. In de finale versloeg men Leeds United met 3–0. Gareth Southgate werd overgenomen van Crystal Palace. Southgate zou uitgroeien tot een steunpilaar van de club en werd later aanvoerder, een taak die na het vertrek van Kevin Richardson naar Coventry City de verantwoordelijkheid werd van Andy Townsend. In de Premier League eindigde men op een gedeelde vierde plaats met Arsenal. Dwight Yorke toonde zich dit seizoen definitief aan de voetbalwereld, hij scoorde zeventien keer in de Premier League. Brian Little wijzigde zijn team na de desastreuze campagne van het seizoen 1994/1995. Dit resulteerde in de komst van Mark Draper, Julian Joachim en Savo Milošević. Clublegende Nigel Spink verliet de club aan het einde van het seizoen. Spink, vaste doelman tot de komst van Mark Bosnich, won de Europacup I met Aston Villa in 1982 en speelde bij de club sinds 1977. 

## Spelerskern
| Rugnummer     | Naam             | Nationaliteit      | Geboortedatum | Bij de club sinds | Vorige club          |
| ------------- | ---------------- | ------------------ | ------------- | ----------------- | -------------------- |
| Keepers       |                  |                    |               |                   |                      |
| 1             | Mark Bosnich     | Australië          | 13-02-1972    | 1992              | Sydney United        |
| 13            | Nigel Spink      | Engeland           | 08-08-1958    | 1977              | Chelmsford City      |
| Verdedigers   |                  |                    |               |                   |                      |
| 2             | Gary Charles     | Engeland           | 13-04-1970    | 1995              | Derby County         |
| 3             | Steve Staunton   | Ierland            | 19-01-1969    | 1991              | Liverpool            |
| 4             | Gareth Southgate | Engeland           | 03-09-1970    | 1995              | Crystal Palace       |
| 5             | Paul McGrath     | Ierland            | 04-12-1959    | 1989              | Manchester United    |
| 6             | Carl Tiler       | Engeland           | 11-02-1970    | 1995              | Nottingham Forest    |
| 14            | Alan Wright      | Engeland           | 28-09-1971    | 1995              | Blackburn Rovers     |
| 16            | Ugo Ehiogu       | Engeland           | 03-11-1972    | 1991              | West Bromwich Albion |
| 20            | Riccardo Scimeca | Engeland           | 13-06-1971    | 1995              | eigen jeugd          |
| 21            | Paul Browne      | Schotland          | 17-02-1975    | 1993              | eigen jeugd          |
| Middenvelders |                  |                    |               |                   |                      |
| 7             | Ian Taylor       | Engeland           | 04-06-1968    | 1994              | Sheffield Wednesday  |
| 8             | Mark Draper      | Engeland           | 11-11-1970    | 1995              | Leicester City       |
| 11            | Andy Townsend    | Ierland            | 23-07-1963    | 1993              | Chelsea              |
| 15            | Lee Hendrie      | Engeland           | 18-05-1977    | 1994              | eigen jeugd          |
| 19            | Gareth Farrelly  | Ierland            | 28-08-1975    | 1995              | eigen jeugd          |
| 24            | Scott Murray     | Schotland          | 26-05-1974    | 1994              | Fraserburgh          |
| Aanvallers    |                  |                    |               |                   |                      |
| 9             | Savo Milošević   | Servië             | 02-09-1973    | 1995              | FK Partizan Belgrado |
| 10            | Tommy Johnson    | Engeland           | 15-01-1971    | 1995              | Derby County         |
| 18            | Dwight Yorke     | Trinidad en Tobago | 03-11-1971    | 1989              | eigen jeugd          |
| 26            | Julian Joachim   | Engeland           | 20-09-1974    | 1995              | Leicester City       |

- = Aanvoerder

### Manager
|         |                     |               |
| Functie | Naam                | Nationaliteit |
| Coach   | Brian Little (foto) | Engeland      |

## Resultaten
Een overzicht van de competities waaraan Aston Villa in het seizoen 1995-1996 deelnam.
| Premier League | FA Cup       | League Cup |
| -------------- | ------------ | ---------- |
|                |              |            |
| 5e             | Halve finale | Kampioen   |

## Uitrustingen
Shirtsponsor: AST Computers 

Sportmerk: Reebok
| Thuis | Uit |

## Premier League

### Wedstrijden
| №  | Datum      | Wedstrijd                         | Uitslag | P  |
| -- | ---------- | --------------------------------- | ------- | -- |
| 1  | 19.08.1995 | Aston Villa – Manchester United   | 3–1     | 3  |
| 2  | 23.08.1995 | Tottenham Hotspur – Aston Villa   | 0–1     | 6  |
| 3  | 26.08.1995 | Leeds United – Aston Villa        | 2–0     | 6  |
| 4  | 30.08.1995 | Aston Villa – Bolton Wanderers    | 1–0     | 9  |
| 5  | 09.09.1995 | Blackburn Rovers – Aston Villa    | 1–1     | 10 |
| 6  | 16.09.1995 | Aston Villa – Wimbledon           | 2–0     | 13 |
| 7  | 23.09.1995 | Aston Villa – Nottingham Forest   | 1–1     | 14 |
| 8  | 30.09.1995 | Coventry City – Aston Villa       | 0–3     | 17 |
| 9  | 14.10.1995 | Aston Villa – Chelsea             | 0–1     | 17 |
| 10 | 21.10.1995 | Arsenal – Aston Villa             | 2–0     | 17 |
| 11 | 28.10.1995 | Aston Villa – Everton             | 1–0     | 20 |
| 12 | 04.11.1995 | West Ham United – Aston Villa     | 1–4     | 23 |
| 13 | 18.11.1995 | Aston Villa – Newcastle United    | 1–1     | 24 |
| 14 | 20.11.1995 | Southampton – Aston Villa         | 0–1     | 27 |
| 15 | 25.11.1995 | Manchester City – Aston Villa     | 1–0     | 27 |
| 16 | 02.12.1995 | Aston Villa – Arsenal             | 1–1     | 28 |
| 17 | 10.12.1995 | Nottingham Forest – Aston Villa   | 1–1     | 29 |
| 18 | 16.12.1995 | Aston Villa – Coventry City       | 4–1     | 32 |
| 19 | 23.12.1995 | Queens Park Rangers – Aston Villa | 1–0     | 32 |
| 20 | 01.01.1996 | Middlesbrough – Aston Villa       | 0–2     | 35 |
| 21 | 13.01.1996 | Manchester United – Aston Villa   | 0–0     | 36 |
| 22 | 21.01.1996 | Aston Villa – Tottenham Hotspur   | 2–1     | 39 |
| 23 | 31.01.1996 | Aston Villa – Liverpool           | 0–2     | 39 |
| 24 | 03.02.1996 | Aston Villa – Leeds United        | 3–0     | 42 |
| 25 | 10.02.1996 | Bolton Wanderers – Aston Villa    | 0–2     | 45 |
| 26 | 24.02.1996 | Wimbledon – Aston Villa           | 3–3     | 46 |
| 27 | 28.02.1996 | Aston Villa – Blackburn Rovers    | 2–0     | 49 |
| 28 | 03.03.1996 | Liverpool – Aston Villa           | 3–0     | 49 |
| 29 | 06.03.1996 | Aston Villa – Sheffield Wednesday | 3–2     | 52 |
| 30 | 09.03.1996 | Aston Villa – Queens Park Rangers | 4–2     | 55 |
| 31 | 16.03.1996 | Sheffield Wednesday – Aston Villa | 2–0     | 55 |
| 32 | 19.03.1996 | Aston Villa – Middlesbrough       | 0–0     | 56 |
| 33 | 06.04.1996 | Chelsea – Aston Villa             | 1–2     | 59 |
| 34 | 08.04.1996 | Aston Villa – Southampton         | 3–0     | 62 |
| 35 | 14.04.1996 | Newcastle United – Aston Villa    | 1–0     | 62 |
| 36 | 17.04.1996 | Aston Villa – West Ham United     | 1–1     | 63 |
| 37 | 27.04.1996 | Aston Villa – Manchester City     | 0–1     | 63 |
| 38 | 05.05.1996 | Everton – Aston Villa             | 1–0     | 63 |

### Eindstand
| Rang | Team                | We | Wi | Ge | Ve | Pu | Vo | Te | Sa  | Fa    |
| ---- | ------------------- | -- | -- | -- | -- | -- | -- | -- | --- | ----- |
|      | Manchester United   | 38 | 25 | 7  | 6  | 82 | 73 | 35 | 38  | 2,086 |
| 2    | Newcastle United    | 38 | 24 | 6  | 8  | 78 | 66 | 37 | 29  | 1,784 |
| 3    | Liverpool           | 38 | 20 | 11 | 7  | 71 | 70 | 34 | 36  | 2,059 |
| 4    | Arsenal             | 38 | 17 | 12 | 9  | 63 | 49 | 32 | 17  | 1,531 |
| 5    | Aston Villa         | 38 | 18 | 9  | 11 | 63 | 52 | 35 | 17  | 1,486 |
| 6    | Everton             | 38 | 17 | 10 | 11 | 61 | 64 | 44 | 20  | 1,455 |
| 7    | Blackburn Rovers    | 38 | 18 | 7  | 13 | 61 | 61 | 47 | 14  | 1,298 |
| 8    | Tottenham Hotspur   | 38 | 16 | 13 | 9  | 61 | 50 | 38 | 12  | 1,316 |
| 9    | Nottingham Forest   | 38 | 15 | 13 | 10 | 58 | 50 | 54 | -4  | 0,926 |
| 10   | West Ham United     | 38 | 14 | 9  | 15 | 51 | 43 | 52 | -9  | 0,827 |
| 11   | Chelsea             | 38 | 12 | 14 | 12 | 50 | 46 | 44 | 2   | 1,045 |
| 12   | Middlesbrough       | 38 | 11 | 10 | 17 | 43 | 35 | 50 | -15 | 0,7   |
| 13   | Leeds United        | 38 | 12 | 7  | 19 | 43 | 40 | 57 | -17 | 0,702 |
| 14   | Wimbledon           | 38 | 10 | 11 | 17 | 41 | 55 | 70 | -15 | 0,786 |
| 15   | Sheffield Wednesday | 38 | 10 | 10 | 18 | 40 | 48 | 61 | -13 | 0,787 |
| 16   | Coventry City       | 38 | 8  | 14 | 16 | 38 | 42 | 60 | -18 | 0,7   |
| 17   | Southampton         | 38 | 9  | 11 | 18 | 38 | 34 | 52 | -18 | 0,654 |
| 18   | Manchester City     | 38 | 9  | 11 | 18 | 38 | 33 | 58 | -25 | 0,569 |
| 19   | Queens Park Rangers | 38 | 9  | 6  | 23 | 33 | 38 | 57 | -19 | 0,667 |
| 20   | Bolton Wanderers    | 38 | 8  | 5  | 25 | 29 | 39 | 71 | -32 | 0,549 |

### Statistieken
Bijgaand een overzicht van de spelers van Aston Villa, die in het seizoen 1995/96 onder leiding van trainer Brian Little speeltijd kregen in de Premier League, die voor het eerst bestond uit 38 wedstrijden.
| Naam             | Duels | Goal | Kreeg geel | Kreeg voor de tweede keer geel en dus rood | Weggestuurd |
| ---------------- | ----- | ---- | ---------- | ------------------------------------------ | ----------- |
| Mark Bosnich     | 38    | 0    | 1          | 0                                          | 0           |
| Alan Wright      | 38    | 2    | 2          | 0                                          | 0           |
| Savo Milošević   | 37    | 12   | 6          | 0                                          | 0           |
| Mark Draper      | 36    | 2    | 1          | 0                                          | 0           |
| Ugo Ehiogu       | 36    | 1    | 7          | 0                                          | 0           |
| Dwight Yorke     | 35    | 17   | 0          | 0                                          | 0           |
| Gary Charles     | 34    | 1    | 1          | 0                                          | 0           |
| Andy Townsend    | 33    | 2    | 7          | 0                                          | 1           |
| Gareth Southgate | 31    | 1    | 2          | 0                                          | 0           |
| Paul McGrath     | 30    | 2    | 3          | 0                                          | 0           |
| Ian Taylor       | 25    | 3    | 5          | 0                                          | 0           |
| Tommy Johnson    | 23    | 5    | 4          | 0                                          | 0           |
| Riccardo Scimeca | 17    | 0    | 1          | 0                                          | 0           |
| Steve Staunton   | 13    | 0    | 0          | 0                                          | 0           |
| Julian Joachim   | 11    | 1    | 0          | 0                                          | 0           |
| Gareth Farrelly  | 5     | 0    | 0          | 0                                          | 0           |
| Scott Murray     | 3     | 0    | 0          | 0                                          | 0           |
| Lee Hendrie      | 3     | 0    | 0          | 0                                          | 1           |
| Nigel Spink      | 2     | 0    | 0          | 0                                          | 0           |
| Paul Browne      | 2     | 0    | 2          | 0                                          | 0           |
| Franz Carr       | 1     | 0    | 0          | 0                                          | 0           |
| Neil Davis       | 1     | 0    | 0          | 0                                          | 0           |
| Carl Tiler       | 1     | 0    | 0          | 0                                          | 0           |

## League Cup
|                           |                                    |         |              |                                                                          |
| 24 maart 1996 17:00 UTC+1 | Aston Villa                        | 3 - 0   | Leeds United | Wembley Stadium, Londen Toeschouwers: 77.056 Scheidsrechter: Robbie Hart |
| 24 maart 1996 17:00 UTC+1 | Milošević 20' Taylor 55' Yorke 88' | Verslag |              | Wembley Stadium, Londen Toeschouwers: 77.056 Scheidsrechter: Robbie Hart |

| Aston Villa | Leeds United |

| Aston Villa:   |    |                  |            |
|                |    |                  |            |
| GK             | 1  | Mark Bosnich     |            |
| CB             | 4  | Gareth Southgate | Kreeg geel |
| CB             | 5  | Paul McGrath     | Kreeg geel |
| CB             | 6  | Ugo Ehiogu       |            |
| RWB            | 2  | Gary Charles     |            |
| CDM            | 8  | Mark Draper      |            |
| CM             | 7  | Ian Taylor       |            |
| CM             | 11 | Andy Townsend    |            |
| LWB            | 3  | Alan Wright      |            |
| CF             | 9  | Savo Milošević   |            |
| CF             | 10 | Dwight Yorke     |            |
| Wisselspelers: |    |                  |            |
| GK             | 13 | Michael Oakes    |            |
| DF             | 12 | Steve Staunton   |            |
| CF             | 14 | Tommy Johnson    |            |
| Coach:         |    |                  |            |
| Brian Little   |    |                  |            |

| Leeds United:    |    |                   |     |
|                  |    |                   |     |
| GK               | 1  | John Lukic        |     |
| CB               | 2  | Lucas Radebe      | 65' |
| CB               | 6  | David Wetherall   |     |
| CB               | 5  | John Pemberton    |     |
| RWB              | 2  | Gary Kelly        |     |
| CDM              | 4  | Carlton Palmer    |     |
| CM               | 8  | Mark Ford         | 46' |
| CM               | 10 | Gary McAllister   |     |
| LWB              | 11 | Gary Speed        |     |
| CF               | 7  | Andy Gray         |     |
| CF               | 9  | Tony Yeboah       |     |
| Wisselspelers:   |    |                   |     |
| DF               | 15 | Nigel Worthington |     |
| CF               | 12 | Brian Deane       | 46' |
| CF               | 14 | Tomas Brolin      | 65' |
| Coach:           |    |                   |     |
| Howard Wilkinson |    |                   |     |